# Alinoë
Alinoë is het achtste stripalbum uit de Thorgal-reeks getekend door Grzegorz Rosiński met scenario van Jean Van Hamme.
Het verhaal verscheen voor het eerst in 1984 in het stripblad Tintin/Kuifje Het album werd voor het eerst uitgegeven bij Le Lombard in 1985. Het album Alinoë is een onvervalst horrorverhaal, het vertelt ons hoe de psychische krachten bij Jolan ontluiken, gestaag onbeheersbaar worden en daarna zich tegen hem keren.  

## Het verhaal
Jolan is opgegroeid tot een sterk en nieuwsgierig kind. Zijn ouders zijn gefascineerd door de vreemde symbolen die hij tekent en waarvan hij de betekenis niet kent. In zijn fantasie sluit hij vriendschap met een jongen van dezelfde leeftijd. Het kind lijkt verdwaald te zijn en is bang voor volwassenen. Omdat hij doofstom is, kan hij bovendien geen antwoord geven op de vragen die zijn geheimzinnige aanwezigheid oproept. Dit is de meer mythische vertelling. Een andere waarheid is dat Jolan zich alleen voelt, een vriendje bedenkt als hij een armband vindt en het vriendje Alinoë komt dan tot leven. Maar Jolan weet nog niet goed hoe hij met zijn krachten om moet gaan, en Alinoë ontsnapt aan zijn wil en wordt duivels. 

## Bekroning
De strip werd bekroond met de "Sonnaille d'Or" op het Internationaal Stripfestival van Sierre in 1984.